# ديف بلاك (لاعب كرة قاعدة)
ديف بلاك (بالإنجليزية: Dave Black) هو لاعب كرة قاعدة أمريكي، ولد في 8 نوفمبر 1893 في شيكاغو في الولايات المتحدة، وتوفي بنفس المكان في 17 يونيو 1959.

## وصلات خارجية
- ديف بلاك على موقعبيزبول رفرنس.كوم (الدوري الرئيسي) (الإنجليزية)
- ديف بلاك على موقعبيزبول رفرنس.كوم (الدوري الثانوي) (الإنجليزية)
- ديف بلاك على موقع مشجعي الرسوم البيانية (الإنجليزية)